# Jean Prévost (médecin)
Pour les articles homonymes, voir Jean Prévost et Prévost.
Jean Prévost (né à Delémont le 4 juillet 1585 et mort à Padoue le 3 août 1631) est un médecin et botaniste suisse, aussi connu sous le nom de Johannes Praevotius, Johannes Prevozio et Jean Prévôt.

## Biographie
Il étudie d'abord chez les jésuites à Porrentruy et à Dole en Bourgogne puis à  Dillingen an der Donau en Allemagne et se consacre à des études humanistes et philosophiques.
En 1604, il va à Padoue où il étudie la médecine sous l'autorité des célèbres Ercole Sassonia et Girolamo Fabrizi d'Acquapendente et où il obtient son doctorat en médecine en 1607.
Il devient rapidement célèbre pour ses capacités de médecin et, en 1613, il obtient la chaire de lecture du 3e livre d'Avicenne succédant ainsi à Andrighetto Andrighetti. En 1616, il passe à la chaire de Médecine pratique extraordinaire. À la mort de Prospero Alpini, il est nommé préfet du jardin botanique (jardin des simples, en latin : ostensio simplicium) et se voit également confier l'enseignement de la botanique pratique.
Enfin, en 1620, il passe à la chaire de médecine pratique qu'il occupe jusqu'à sa mort causée par l'épidémie de peste qui sévit à Padoue en 1631.
Particulièrement célèbre en tant que médecin, il était aussi un bon botaniste à tel point que le genre Praevotia lui était dédié.
Ses travaux médicaux, dont beaucoup ont été publiés à titre posthume, ont eu plusieurs éditions et une large réputation tout au long du XVIIe siècle.
Il a été enterré dans la basilique Saint-Antoine de Padoue et la Natio Germanica a fait peindre ses armoiries dans le Palais Bo.

## Travaux

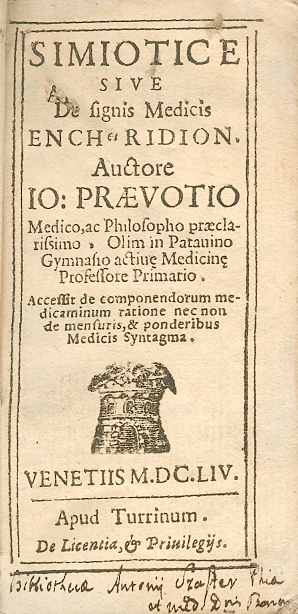
Simiotice sive

- De remediorum tum simplicium, tum compositurum materia 1611.
- Medicina pauperum mira serie continens remedia ad aegrotos cuiuscunque generis persanandos aptissima, facile parabilia, extemporanea, & nullius, vel perexigui sumptus. Huic pauperum thesauro adiungitur. Eiusdem auctoris libellus aureus de venenis 1641.
- De compositione medicamentorum libellus 1649[5].
- Hortulus medicus selectioribus remediis ceu flosculis versicoloribus refertus 1681.
- Simiotice sive de signis medicis ench et ridion 1654.
- De morbosis veteri passionibus tractatio 1669.